# Wonderful (Wicked)
Wonderful (Meraviglioso (Wonderful)) è una canzone del musical Wicked di Stephen Schwartz (vincitore del Grammy Award). Fu interpretata originariamente a Broadway da Joel Grey, nel ruolo del Mago di Oz e Idina Menzel nel ruolo di Elphaba, nell'incisione del cast originale. Altre coppie di artisti particolarmente apprezzati per l'interpretazione di questa canzone sono George Hearn ed Eden Espinosa, Clive Carter e Rachel Tucker e Sam Kelly e Kerry Ellis.

## Nel Musical
Wonderful è il quindicesimo numero dello spettacolo, uno dei primi del secondo atto, ed è un duetto tra il Mago di Oz ed Elphaba.
Elphaba, in cerca di un modo per liberare le scimmie volanti, si intrufola nella sala del trono del mago. Ma l'uomo la coglie in flagrante e le ruba la scopa. Poi, per dimostrarsi più diplomatico e convincente, la restituisce.
Il Mago cerca di convincere Elphaba con lusinghe ad unirsi alla causa, e spiega alla ragazza (che lo considera un vile truffatore) che non era sua intenzione diventare l'imperatore di Oz. Il mago le spiega che grazie a lui anche lei potrà diventare “meravigliosa” (Wonderful). La ragazza, confusa da tutte le promesse di potere e ricchezze, accetta la proposta del mago con una sola condizione: egli dovrà lasciare libere le scimmie volanti. 
Il mago, riluttante, accetta. Ma quando le scimmie se sono volate lontano esce dalla cella anche una figura cenciosa, che Elphaba scoprirà essere il Dottor Dillamond. L'animale era stato torturato dal mago fino a perdere l'uso della parola ed Elphaba ritorna sui propri passi, dichiarando guerra al mago.

## Curiosità
Nelle prime edizioni (con Joel Grey, George Hearn e Nigel Planer nel ruolo del Mago), il numero si concludeva con un balletto di Elphaba con il Mago. Nelle edizioni più recenti il balletto è stato tolto, ed il numero termina con Elphaba che interrompe il Mago mentre canta la parola “Wonderful” per imporre le proprie condizioni.